# Rudolf Jakob Camerarius

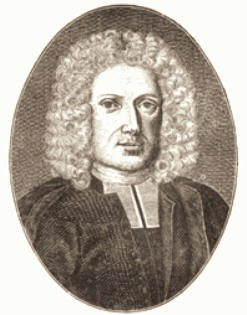
Rudolf Jakob Camerarius

Rudolf Jakob Camerarius, cognom llatinitzat de l'original Camerer, (Tübingen, 12 de febrer de 1665 – Tübingen, 11 de setembre de 1721) va ser un metge i botànic alemany.
Camerarius va néixer a Tübingen, i va ser professor de medicina i director del jardí botànic de Tübingen des de 1687 fins a la seva mort el 1721. És principalment conegut per les seves investigacions sobre els òrgans reproductors de les plantes en la seva obra De sexu plantarum epistola (1694).
Mentre altres botànics com John Ray i Nehemiah Grew, havien observat que les plantes semblaven que tenien alguna forma de sexualitat, i pensaven que el pol·len era l'agent fertilitzant masculí, va ser Camerarius qui va fer el treball experimental. Estudiant la morera, (que és un arbre dioic)determinà que les plantes femelles allunyades de les plantes mascle (amb estams) produïen fruit però sense llavors. Una cosa semblant feien altres plantes dioiques com Mercurialis i espinacs. Amb la planta del ricí i amb la dacsa (plantes monoiques) Camerarius tallà les flors masculines (amb estams) i també va observar que no es feien llavors. D'aquests resultats se'n va fer un informe en forma (d'epistola), i immediatament van tenir un gran ressò.
Camerarius va demostrar que la substància transportada amb el pol·len era indispensable per a la producció de llavors capaces de germinar i que els estams eren els òrgans masculins de les plantes.